# Panzer (merk)
Panzer is een merk van motorfietsen. De officiële naam is Panzer Motorcycle Works, USA, inc., Canon City. 
Panzer is een Amerikaans bedrijf dat zich specialiseert in Harley-achtige motoren met een "retro" look, vaak geïnspireerd op films uit de jaren vijftig en zestig.
Zo maakt men bijvoorbeeld de Panzer Captain America, die bekend is uit de film "Easy Rider". De V-twin-blokken worden in eigen beheer gebouwd, maar lijken als twee druppels water op Harley-Davidson Panheads.